# James Villasana
James Villasana (14 de noviembre de 1970) es un deportista estadounidense que compitió en taekwondo. Ganó una medalla de plata en el Campeonato Mundial de Taekwondo de 1991, y una medalla de plata en los Juegos Panamericanos de 1991.

## Palmarés internacional
| Campeonato Mundial   | Campeonato Mundial | Campeonato Mundial | Campeonato Mundial |
| Año                  | Lugar              | Medalla            | Categoría          |
| -------------------- | ------------------ | ------------------ | ------------------ |
| 1991                 | Atenas (Grecia)    | Medalla de plata   | –76 kg             |
| Juegos Panamericanos |                    |                    |                    |
| Año                  | Lugar              | Medalla            | Categoría          |
| 1991                 | La Habana (Cuba)   | Medalla de plata   | –76 kg             |